# Pieter Agnisius Ragay
Pieter Agnisius Ragay (Grave, 12 oktober 1769 - Den Haag, 3 april 1830) was de thesaurier van koning Willem I der Nederlanden en daarmee de eerste van het koningshuis Oranje. Hij werd altijd aangeduid als 'betaalmeester des konings'. Zijn graf in Den Haag is een rijksmonument.

## Biografie

### Afkomst
Pieter Ragay was de zoon van Pieter (1728-1803) en Agnita Rovers. Zijn vader was schepen en syndicus in Grave en rentmeester van de Nassause Domeinraad. Agnita (1728-1791) was de weduwe van  Justinus Verhorst, een burgemeester van Grave.

### Militair
Ragay diende als auditeur-militair in het veldleger van de Republiek der Zeven Verenigde Nederlanden. In 1795 week hij uit naar Duitsland, waar hij namens de prins van Oranje betaalmeester werd ten behoeve van de uitgeweken militairen die trouw waren gebleven aan het Huis van Oranje. Eind 1799 werd hij auditeur-generaal bij het Hollandse Korps in Engeland.
In 1803 richtte hij met zijn neef David Ragay in Londen een kantoor op om de belangen van Nederlanders in Engeland te behartigen. In 1811 werd bekendgemaakt dat zij als agent optraden voor de prins van Oranje.

### Thesaurier
In november 1813 maakte Ragay deel uit van het gevolg van erfprins Willem Frederik, toen die naar Nederland terugkeerde om daar vorst te worden. Als beloning voor zijn trouw gaf koning Willem I hem de titulaire rang van kolonel en maakte hem tot zijn 'betaalmeester'. Hoewel de koning de helft van het jaar in Brussel woonde, kwam Ragay daar zelden. Hij werkte nauw samen met Eberwein Wilhelm Hofmann (1779-1850), een vertrouweling uit Dillenburg, die meer belast was met de persoonlijke uitgaven van de koning. 
Ragay bleef ongetrouwd en werd opgevolgd door zijn neef David Ragay, die tot zijn dood in 1850 thesaurier van het koningshuis bleef.
Ragay was een van de eersten die werd begraven op de Algemene Begraafplaats Kerkhoflaan in Den Haag. In 1837 of iets later liet neef David er een witmarmeren grafmonument bouwen in neoclassicistische stijl. Het werd een mausoleum in de vorm van een Grieks-Romeinse sarcofaag of tempeltje, geplaatst op een getrapte keldervloer. Op de voorkant staat het wapen van de familie Ragay.